# Richard Gordon (pisarz)
Richard Gordon, właśc. Gordon Stanley Ostlere (ur. 15 września 1921, zm. 11 sierpnia 2017) – brytyjski lekarz anestezjolog, a także pisarz, najszerzej znany z książek w żartobliwy sposób ukazujących środowisko medyczne, zwłaszcza z cyklu Doctor, zekranizowanego zarówno w formie siedmiu filmów kinowych (1954–1970), jak i siedmiu seriali telewizyjnych (1969–1991).

## Życiorys

### Kariera medyczna
Ukończył studia medyczne w posiadającym status polikliniki Szpitalu św. Bartłomieja w Londynie, następnie pracował tam jako anestezjolog. Później był lekarzem pokładowym na statku pasażerskim, a następnie jednym z redaktorów prestiżowego czasopisma branżowego British Medical Journal. W latach 1949–1953 opublikował pod swoim prawdziwym nazwiskiem trzy książki naukowe z dziedziny anestezjologii, w tym dwa podręczniki dla studentów tej specjalności. W 1952 zaprzestał czynnego uprawiania zawodu lekarza, skupiając się na działalności literackiej.

### Kariera pisarska
W 1952 jako Richard Gordon wydał swoją pierwszą książkę beletrystyczną, Doctor in the House, opowiadającą w lekki i humorystyczny sposób o przygodach grupy studentów medycyny. W ciągu kolejnych 30 lat wydał łącznie 15 powieści z cyklu Doctor, które zdobyły dużą popularność zarówno dzięki wydaniom książkowym, jak i swoim ekranizacjom kinowym i telewizyjnym. Charakterystyczną cechą twórczości Gordona jest łączenie dogłębnej wiedzy medycznej z typowo angielskim humorem. Część jego książek zawiera wątki związane z morzem, jako że Gordon przez pewien czas pływał jako lekarz okrętowy. Oprócz tego wydał szereg innych książek, zarówno beletrystycznych (powieści i sztuk teatralnych), jak i prac popularnonaukowych z dziedziny medycyny.
W Polsce wydano trzy książki Richarda Gordona: Pan doktor na morzu (Doctor At Sea), w 1965 r., Przygody pana doktora (Doctor on Toast) w 1975 r. oraz Kapitański stół (The Captain’s Table) w 1971 r.; wszystkie trzy przełożył Antoni Strzelbicki, a wydało je Wydawnictwo Morskie. Dwie pierwsze z nich należały do serii Doctor. Znaczna część powieści Gordona została sfilmowana w latach pięćdziesiątych XX w., w tym trzy wymienione.